# 六間道商店街

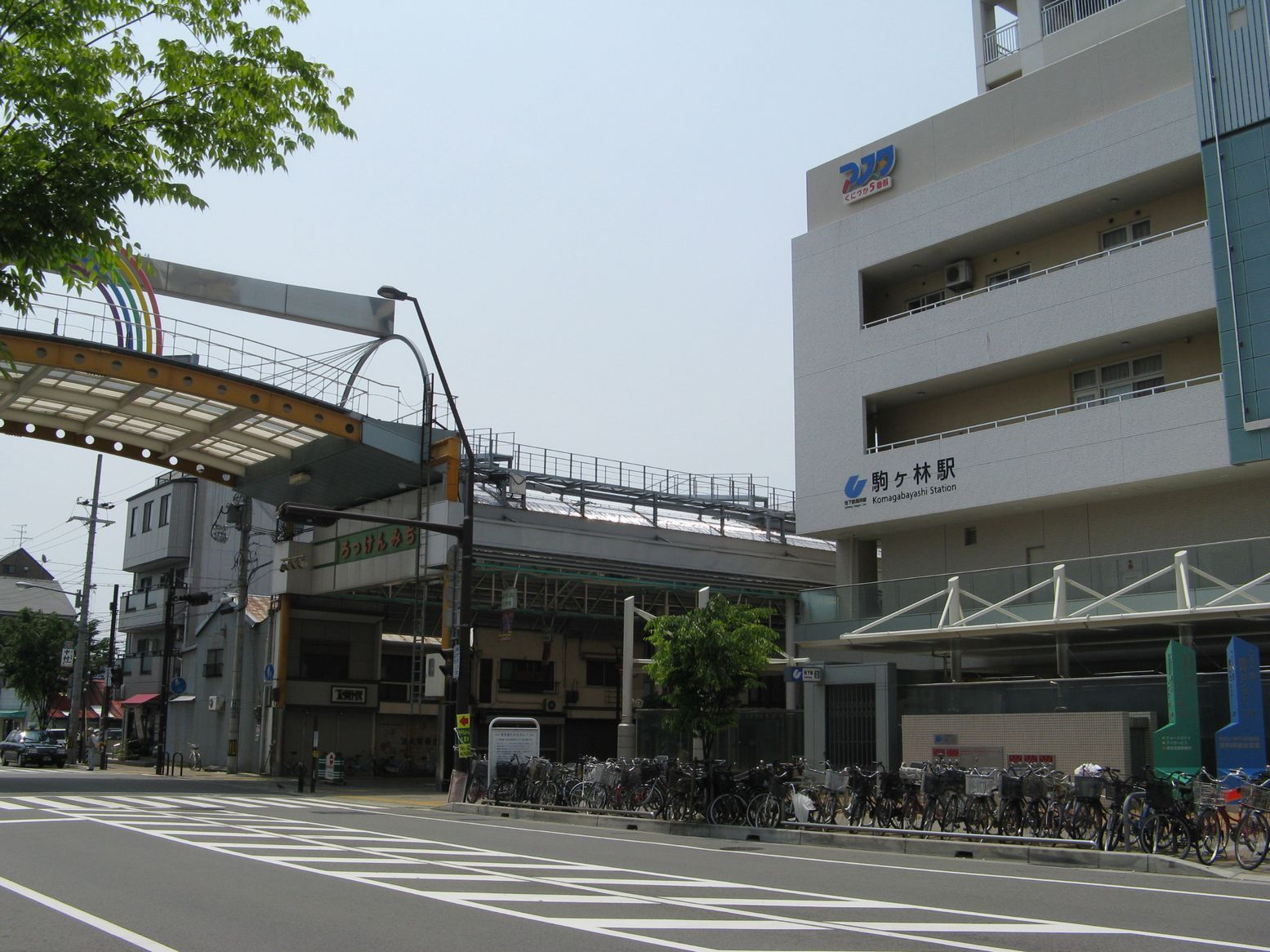
駒ヶ林駅と六間道商店街

六間道商店街（ろっけんみちしょうてんがい）とは兵庫県神戸市長田区に存在する商店街である。
名称の由来は歩道の幅が約六間であるということから。古くより「ろっけん」という呼び名で親しまれている。昭和時代後半頃までは人口の郊外流出以前であったことと沿岸部の工業が盛んであったことから、連日大勢の人で賑わっており、神戸西部では最も栄えていた商店街であった。
現在は最盛期とは比べ物にならないほど閑散としてはいるものの、2006年には全国の商店街と連携した「おかげまいりの街づくりネット」を結成、2009年以降はKOBE鉄人PROJECTと関連させたイベントを頻繁に行ったり観光名所として訪問する価値のある施設を複数開設するなどの積極的な町興し政策が行われており、休日は活気に満ちている。定期的に開催されている祭で行われている「そばめし大食い選手権」に2009年高橋実桜が特別出演した。

## その他
震災前は「グリーンピア六間道」と称し路面に人工芝を敷設したり、噴水を設置したりするなど当時としては近代的な商店街となっていた。
2007年公開の日本映画「クローズZERO」のロケに使用された。映画に登場する場所にはステッカーが貼られている。

## 交通アクセス
- 神戸市営地下鉄海岸線駒ヶ林駅出てすぐ。
- JR神戸線・神戸市営地下鉄西神山手線新長田駅より南方約600メートル。